# Large Professor
Large Professor, pseudonimo di William Paul Mitchell (Queens, 21 marzo 1972), è un rapper, beatmaker e produttore discografico statunitense.
È famoso per aver fondato il gruppo underground Main Source e per aver scoperto il rapper Nas.

## Biografia
Fin da giovane nutre interesse per il campo della produzione e si fa le ossa realizzando musicassette contenenti strumentali mixate tra loro. Entra in seguito tra i protégé di Paul C, produttore e musicista, sempre ricordato da Large Pro come un maestro ed un mentore. Paul gli dà la possibilità di produrre per Eric B. & Rakim, al lavoro sul loro disco "Let the Rhythm Hit 'Em". È in questo periodo che conosce Nas, un talentuoso giovine del Queens. Large Pro, dopo averlo presentato ad MC Serch (capo della Searchlite Publishing), comincia a produrre per il suo disco di debutto, "Illmatic".

### Lavori con i Main Source
Nel 1989 Large Professor si unisce ai Main Source, gruppo composto da K-Cut e Sir Scratch di Toronto. Nel 1991 la formazione pubblica il primo album, "Breaking Atoms", famoso per le diverse canzoni divenute simbolo dell'underground e per "Live at the Barbeque", traccia di debutto di Nas. "Breaking Atoms" resterà comunque l'unico lavoro dei Main Source prodotto da Large Professor, a causa di alcuni contrasti che lo portano a lasciare il gruppo. Large Pro comincia così ad espandere il suo raggio di affiliati, arrivando a produrre basi per artisti quali Masta Ace, Busta Rhymes, Tragedy Khadafi, Cormega, Mobb Deep e molti altri personaggi chiave per il rap degli anni 90.

### Carriera solista
Nel 1996 Large Professor realizza due singoli per la Geffen Records, "Ijuswannachill" e "The Mad Scientist". Il suo disco di debutto "The LP", avrebbe dovuto vedere la luce poco tempo dopo, ma solo nel 2002 riuscirà ad essere pubblicato su Internet in concomitanza con un altro lavoro del produttore, "1st Class". Nonostante non abbia avuto un buon riscontro commerciale, "1st Class" riceve molte recensioni positive e commenti entusiasti dal pubblico. Tre anni dopo, nel 2006, pubblica una raccolta di strumentali intitolata "Beatz Volume 1".

## Discografia

### Album con i Main Source
- 1991 - Breaking Atoms

### Album da solista
- 1996 - The LP
- 2002 - 1st Class
- 2008 - Main Source
- 2013 - Professor @ Large
- 2015 - RE:Living

### Album collaborativi
- 1993 - Vagina Diner (con Akinyele)
- 2003 - Exotic's Raw (con Neek the Exotic)
- 2008 - Spiritual Intelligence (con L.E.O.)
- 2010 - Exotic Species (con Neek the Exotic)
- 2011 - Still on the Hustle (con Neek the Exotic)
- 2014 - Mega Philosophy (con Cormega)

### Album strumentali
- 2006 - Beatz Volume 1
- 2007 - Beatz Volume 2